# Francisco da Silva França
Francisco da Silva França (Laguna – Desterro, 26 de junho de 1856) foi um político brasileiro.
Filho de Francisco de Sousa França e de Isabel Rosa de Jesus Proença. Sua filha Ana Bernardina da Silva França Lobo casou com Pedro José de Sousa Lobo.
Foi deputado à Assembleia Legislativa Provincial de Santa Catarina na 1ª legislatura (1835 a 1837), na 2ª legislatura (1838 a 1839), e na 3ª legislatura (1840 a 1841). Nas três legislaturas assumiu como suplente convocado.
Foi coronel comandante da Guarda Nacional.